# The Binding of Isaac
A The Binding of Isaac roguelike videójáték; Edmund McMillen és Florian Himsl munkája. A Newgrounds támogatásával (technikai segítség a fórumon, demo megosztása) készült játék a Humble Indie Bundle keretében a Voxatronnal egyidőben jelent meg, 2011-ben.
A játék egy szürreális és horrorisztikus világba kíséri a játékost, ahol a címszereplő kisfiúval, Isaackel kell megmenekülnie a mélységi szörnyek karmai közül.

## Történet
Isaac és anyukája boldogan éltek egy kis házban. A kisfiú játékaival és rajzolással töltötte el az időt, miközben anyukája keresztény televíziós műsorokat nézett a tévében. Vélhetően ezek hatására azt képzelte, hogy Isten szól hozzá. Ezek eredményeként először elvette fiától a játékokat és bezárta a szobájába, ám arra is felszólítást kapott, hogy hitét bebizonyítandó, áldozza fel fiát.
Isaac minderről tudomást szerzett és még épp időben leugrott egy csapóajtón keresztül az alagsor ismeretlen mélységeibe.
A játék itt kezdődik.

## Játékmenet
A játék során Isaac-et irányítjuk hat (később nyolc) szinten keresztül. Minden szint szobákra van osztva, amik minden játék során véletlenszerűen generálódnak, így nincs két egyforma végigjátszás. A játék során három felhasználható eszközt (bomba, kulcs, és penny) lehet összegyűjteni.

### Főellenségek
Mindegyik szint végén egy véletlenszerűen kiválasztott főellenséggel kerül szembe a játékos, akit a haladás érdekében meg kell ölni. A hatodik szint végén Isaac a saját anyjával küzd meg, ezután lesz elérhető még két pálya, ahol további, még erősebb főellenségek kerülnek terítékre. A játék végső főellensége a Sátán (Satan), a Wrath Of The Lamb kiegészítővel rendelkező játék vége pedig a ??? nevű főellenség elpusztításával érhető el.

### Képességek
Minden szinten található egy aranykapus ajtó, ami egy olyan helyiségbe vezet, ahol egy-egy speciális tárgy érhető el. Ezek megváltoztathatják Isaac megjelenését és erejét növelhetik. Két féle képesség létezik: egyes képességek Isaac tulajdonságait erősítik fel, mások pedig (speciális képességek) aktiválhatóak, és a szobák kiirtásával lehet újratölteni őket.

### Feloldható tárgyak, ellenfelek
A játékban elért eredményekkel később szert lehet tenni új felbukkanó ellenfelekre, képességekre, és új játszható karaktereket is elérhetővé lehet tenni.
Játszható karakterek:
Isaac - 3 szív, alap képességek, másodlagos képesség: eleinte nincs, majd A Kocka (The Dice)/
Magdalene (7 vörös szív megszerzésével feloldható) - 4 szív (élet), lassú sebesség, másodlagos képesség: Yum Heart (1 szív azonnali feltöltését teszi lehetővé)/
Cain (55 penny összegyűjtése) - rendkívül gyors és erős, de csak egy szeme van, így feleződik a támadóereje; másodlagos képesség: Faláb (Luck Foot)/
Eve (2 szerződés az ördöggel) - gyenge támadóerő, de két másodlagos képesség (Dead Bird, Whore Of Babylon)/
Judas ("Anya szíve" (Mom's Heart) elpusztítása) - rendkívüli támadóerő, de csak 1 szívnyi élet/
Samson (2 aranykapus szoba látogatása, és Anya (Mom) elpusztítása) - másodlagos képesség: Vérszomj (Blood Lust)
??? - (ItLives elpusztítása) - csak kék szívekkel (ún. "lélekszív) rendelkezhet. Később A Rebirthben Feloldható még 4 karakter : Lazarus (Négy fekete,kék Szív használata) Támadóerő 2, 3 szív Képessége: Két Élettel rendelkezik. ****W.I.P****

### Champion (Bajnok)
Minden kisebb szörnynek vagy akár főellenségnek van 1-2 champion változata, ami abban tér el az alaptól, hogy erősebb, szívósabb, valamilyen tárgyat dob halálakor és valamilyen színben pompázik (lila, zöld, kék, piros stb.)